# Tatankaceratops
Tatankaceratops ("bizoní rohatá tvář") byl rod velmi malého rohatého dinosaura (ceratopsida), žijícího v období pozdní svrchní křídy (geologický stupeň maastricht, asi před 68 až 66 miliony let) na území dnešního státu Jižní Dakota v USA. Fosilie tohoto býložravého dinosaura byly objeveny v sedimentech souvrství Hell Creek. Objevují se však domněnky, že jde spíše o mladý exemplář rodu Triceratops, nikoliv o samostatný rod. Odhadovaná velikost tohoto malého ceratopsida činí pouze asi 1 metr, šlo by tedy o trpasličí rod ceratopsida. Typový a dosud jediný známý druh T. sacrisonorum byl popsán v roce 2010.